# Royal Rife
Royal Raymond Rife (* 16. Mai 1888; † 11. August 1971) war ein US-amerikanischer Erfinder von optischen Mikroskopen. Er hat darüber hinaus eine begrenzte Bedeutung im alternativmedizinischen Bereich erlangt.

## Leben
Rife wuchs in Elkhorn, Nebraska auf und zog später nach San Diego, wo er zunächst eine Stelle als Chauffeur bei einer einflussreichen Familie annahm, die ihn später finanziell unterstützte. Er arbeitete sodann für ein deutsches Unternehmen für optische Geräte und begann, privat Lichtmikroskope und medizinische Behandlungsgeräte zu entwickeln und sich für Gesundheitsfragen, insbesondere Krebs, zu interessieren. Einige seiner Erfindungen ließ er patentieren und versuchte, diese zu vermarkten.
In den 1980er Jahren lebten Rifes Erfindungen wieder auf. Verschiedene Personen und Unternehmen nahmen sich der Erfindungen und Hypothesen von Rife an und es kam zu einer Vielzahl von Produkten auf dem alternativmedizinischen Markt.
Zu den heute unter dem Namen Rife vermarkteten Produkten zählen:
- Plasmalampe und Beam Ray Geräte
- Nachbauten des Universal Microscope
- Rife machines: Geräte, die eine schwache Wechselspannung abgeben und die therapeutisch zur elektromedizinischen Stimulation nutzbar wären

## Kriminalgeschichte
1960 wurde seine Entwicklungswerkstatt durchsucht und Teile der Laboreinrichtung wurden von den Behörden beschlagnahmt. Hintergrund waren Ermittlungen der Food and Drug Administration (FDA), die einige von Rife entwickelte Geräte als medizinische Geräte ohne Zulassung ansah. Es kam zu einem Prozess gegen Rife und seinen Mitarbeiter Crane. Rife selbst wurde verhaftet und auf Kaution freigelassen. Später floh er nach Mexiko, um einer Gefängnisstrafe zu entgehen, und kehrte erst 1964 zurück in die USA. Sein Mitarbeiter Crane wurde zu zehn Jahren Haft verurteilt, aber bereits nach drei Jahren freigelassen.

## Die Rife Mikroskope
Rife erfand im Jahre 1933 ein sogenanntes Universal Microscope, mit dem er Mikroorganismen selbst untersuchte. Nach seinen Angaben war es ein komplexes optisches Mikroskop mit mehreren Linsen und Prismen sowie einem Polarisationsfilter. Bis 1938 entwickelte er fünf verschiedene optische Mikroskope. Er gab an, dass die erzielte Vergrößerung über die theoretisch erreichbare Vergrößerung für optische Mikroskope hinausgegangen sei und gibt Vergrößerungen bis zu 31.000-fach (nach anderen Angaben: 60.000) an. Entscheidend ist jedoch die Auflösung eines Mikroskops, nicht die Vergrößerung.
Rife gab an, mithilfe dieses Mikroskops in der Lage gewesen zu sein, im Dunkelfeld oder unter Zuhilfenahme von Polarisationsfiltern die Existenz von Viren direkt in vivo beobachten zu können, und glaubte auch, dank seiner eigenen Mikroskope bislang unbekannte Erreger entdeckt zu haben. Rife gab ebenfalls an, zu einzelnen Mikroorganismen mit Hilfe von Prismen Spektrogramme anfertigen zu können. Jeder Mikroorganismus habe sein spezifisches Spektrogramm. Durch Anwendung eines Prismas glaubte er, in der Lage gewesen zu sein, die Beleuchtung seines Mikroskops auf den jeweiligen Spektralbereich für den jeweiligen Mikroorganismus einzustellen zu können. Laut Rife seien 75 % der von ihm bis dahin unbekannten Erreger nur bei ultraviolettem Licht sichtbar. Da UV-Licht jedoch für den Menschen unsichtbar ist, setzte er aus zwei Lichtquellen UV-Licht unterschiedlicher Wellenlänge ein und versuchte die Differenzfrequenz zwischen ihnen im Bereich der Wellenlängen des sichtbaren Lichtes sehen zu können. Zugleich glaubte er bestimmte Frequenzbereiche des Lichts (auch des ultravioletten Frequenzbereichs des Lichts) identifiziert zu haben, die, wenn diese von außen zugeführt würden, bestimmte Mikroorganismen selektiv abtöten könnten. Hierbei käme es zu einem Resonanzphänomen zwischen diesen Organismen und der entsprechenden Wellenlänge (bzw. Frequenz) des Lichts. Diese Resonanzfrequenz bezeichnete er als "Mortal Oscillation Rate". Eine in den letzten Jahren veröffentlichte Untersuchung eines derartigen Mikroskops aus dem Jahre 1938 zeigte jedoch eine übliche elektrische Glühbirne als Lichtquelle. Eine allmähliche Erwärmung von beleuchteten Objektträgern führt üblicherweise zur Austrocknung von Gewebeproben und somit zum Absterben von Zellen oder Mikroorganismen. Analog zu einem selektiv wirksamen Teil des Lichtspektrums glaubte er auch an eine therapeutische Wirksamkeit von sinusförmigen Wechselspannungen bestimmter Frequenzen im Bereich von Radiowellen. Einzelnen Frequenzen käme hierbei eine selektiv schädigende Wirkung auf bestimmte Mikroorganismen zu.
Rife glaubte an die Existenz eines Tuberkulose-Virus, das kleiner sei als die entsprechenden Mykobakterien, und er meinte darüber hinaus, dass es ein Krebsvirus gebe, das er BX-Virus oder Bacillus X oder Cryptocides primoriales nannte und das stets in Tumorgewebe zu finden sei. Sein begeißeltes BX-Virus sei aktiv beweglich, soll eine Länge von 66 nm haben und von der Bakterie Escherichia abstammen. Mit Hilfe anderer Personen züchtete er das gemeinte BX-Virus in einer Gewebeprobe an. Wie einige Forscher seiner Zeit glaubte er an eine inzwischen widerlegte Pleomorphismushypothese, nach der Mikroorganismen sich zu Körperzellen oder Tumorzellen entwickeln könnten.

## Dasbeam rayGerät (Plasmalampe)
1954 ließ er eine mit Hochfrequenz betriebene Blitzlampe unter dem Namen beam ray patentieren, von der er annahm, dass diese für therapeutische Zwecke geeignet sei. Die Blitzlampe wurde dabei von einem bei 3 MHz arbeitenden Generator angesteuert, der stufenlos mit einer Modulationsfrequenz zwischen 20 Hz und 200 kHz modulierbar war. Spätere Untersuchungen zeigten, dass der freilaufende Oszillator dabei sehr frequenzinstabil war. Zur Vermarktung gründete er eine Firma zusammen mit dem eigentlichen Hersteller Hoyland die Beam Ray Inc. Es wurden jedoch nur etwa 17 Geräte hergestellt. Das beam-ray wurde von der FDA nicht für medizinische Anwendungen zugelassen und ihr Einsatz für Heilzwecke verboten.

## Kritik
Bereits zu Lebzeiten wurden viele von Rifes Hypothesen und Ansichten wegen fehlender Nachweise und Widersprüchen zu wissenschaftlichen Erkenntnissen heftig kritisiert und stießen auf allgemeine Ablehnung. Viele von Rifes Experimenten und Ansichten stehen in eklatantem Widerspruch zu heutigen wissenschaftlichen Erkenntnissen.
Weder zu seinen Mikroskopen noch zu seinen Behauptungen zu Therapien gegen Mikroorganismen oder Krebs sind je wissenschaftliche Arbeiten in anerkannten Publikationen erschienen.
Mehrere Geschäftsleute, die medizinische Produkte, die sich auf Rife bezogen, vermarkteten, wurden inzwischen in den USA verurteilt.
Rifes Behauptung, an einer Universität promoviert zu haben, erscheint unglaubhaft, da die entsprechende Universität, die er benannte, dieses verneinte.